# DJK Turnerbund 08 Ratingen
Der DJK Turnerbund 08 Ratingen e.V. ist ein Sportverein aus Ratingen im Kreis Mettmann.
Er wurde 1908 gegründet, die Vereinsfarben sind Rot-Weiss.
Die Sportarten Turnen, Tischtennis und Handball werden von 188 Mitgliedern (Stand: 13. Juli 2010) betrieben.

## Geschichte der Abteilung Handball
Der größte Erfolg der in den 1920er Jahren gegründeten Handball-Abteilung war das Erreichen der Hauptrunde im DHB-Pokal in der Saison 1981/82. Dort scheiterte man jedoch am damals amtierenden Meister TV Großwallstadt.
1982 schlossen sich die Handballabteilungen von TB Wülfrath und TB Ratingen zur HSG Wülfrath/Ratingen zusammen. Die 1. Herrenmannschaft dieser HSG nahm in der Saison 1982/83 am Spielbetrieb der 2. Handball-Bundesliga teil. In der darauffolgenden Spielzeit schloss sich die Profiabteilung der HSG Ratingen/Wülfrath dann der TuRU Düsseldorf an – und schaffte prompt den Aufstieg in die erste Liga.
Ab 1984 spielte der Turnerbund Ratingen dann in der Handball-Regionalliga West, allerdings musste aus finanziellen Gründen 1988 der Rückzug aus der Regionalliga erfolgen.
Seit dem Neuanfang auf Kreisebene wurde zwischenzeitlich die Verbandsliga erreicht. Der erneute Versuch einer Handball-Spielgemeinschaft (diesmal mit den Handballern von Tus 08 Lintorf) wurde jedoch nach zwei Spielzeiten wieder beendet. Und wieder fand sich der Turnerbund in der Bezirksliga wieder.
Gemeinsam mit dem Verein interaktiv Hösel versucht man nun, in der nahen Zukunft an alte Erfolge anzuknüpfen. Mit der Verpflichtung von Anthony Pistolesi sowie dem Spielertrainer Marian Bondar sollte der erste Schritt getan sein.